# Sandy Dennis
Sandra Dale "Sandy" Dennis (Hastings, Nebraska; 27 de abril de 1937 - Westport, Connecticut; 2 de marzo de 1992) fue una actriz de teatro y cine estadounidense. Reconocida por formar parte del elenco principal de Who's Afraid of Virginia Woolf? de Mike Nichols, interpretación que le valió el Premio Oscar a la Mejor Actriz de Reparto en 1967.
Dennis tuvo una exitosa carrera en el teatro a partir de comienzos de los sesenta. Fue ganadora de dos Premios Tony.
Posteriormente, Dennis era una activista por los derechos de los animales. Rescató gatos callejeros de las entrañas de Grand Central Terminal . En el momento de su muerte en Westport, Connecticut, vivía con más de 20 gatos, que fueron adoptados por viejos amigos en nuevos hogares.

## Infancia
Dennis nació en Hastings, Nebraska, hija de Yvonne, una secretaria, y Jack Dennis, un funcionario de correos. Tiene un hermano llamado Frank. Fue compañera de colegio de Dick Cavett y estudió en la universidad Nebraska Wesleyan y en la universidad de Nebraska. Sandy se crio en Kenesaw y Lincoln ambas en Nebraska, formó parte del Grupo de Teatro Comunitario de Lincoln y se mudó a Nueva York con 19 años.

## Carrera
Dennis hizo su primera aparición en televisión en 1956 en la telenovela The Guiding Light y en el cine en 1961 en la película Esplendor en la hierba. Sin embargo alcanzó su mayor popularidad en el teatro. Ganó dos premios Tony consecutivos por sus trabajos en A Thousand Clowns y en Any Wednesday. Ganó el Óscar a la mejor actriz secundaria por el papel de Honey, la esposa joven, frágil y neurótica de George Segal en Who's Afraid of Virginia Woolf? en 1966. A él le siguieron las exitosas actuaciones en Up the Down Staircase (1967), The Fox, (1967), Sweet November, (1968) y The Out-of-Towners (1970). En 1964 apareció en un episodio del drama para televisión de la CBS, Mr. Broadway.
Sus últimos papeles significativos fueron en Come Back to the Five and Dime, Jimmy Dean, Jimmy Dean de 1982 y en 1991 cuando protagonizó la película The Indian Runner que supuso el debut de Sean Penn como director y guionista. 

## Vida personal
Dennis vivió con el músico de jazz Gerry Mulligan entre 1965 y 1976 aunque nunca se casaron. También vivió con el actor Eric Roberts entre 1980 y 1985.
Murió de cáncer de ovarios en Westport, Connecticut a los 54 años.

## Filmografía
| Año  | Película                                               | Papel            | Notas                                                           |
| ---- | ------------------------------------------------------ | ---------------- | --------------------------------------------------------------- |
| 1961 | Esplendor en la hierba                                 | Kay              |                                                                 |
| 1966 | Who's Afraid of Virginia Woolf?                        | Honey            | Oscar a la mejor actriz de reparto Nominada a los Globos de Oro |
| 1967 | Up the Down Staircase                                  | Sylvia Barrett   |                                                                 |
| 1967 | The Fox                                                | Jill Banford     |                                                                 |
| 1968 | Teach Me!                                              |                  |                                                                 |
| 1968 | Sweet November                                         | Sara Deever      | Nominada a los Globos de Oro                                    |
| 1969 | That Cold Day in the Park                              | Frances Austen   |                                                                 |
| 1969 | Su vida íntima                                         | Rosamund Stacey  |                                                                 |
| 1970 | The Out-of-Towners                                     | Gwen Kellerman   |                                                                 |
| 1972 | Something Evil                                         | Marjorie         |                                                                 |
| 1974 | Mr. Sycamore                                           | Jane Gwilt       |                                                                 |
| 1976 | God Told Me To                                         | Martha Nicholas  |                                                                 |
| 1977 | Nasty Habits                                           | Hermana Winifred |                                                                 |
| 1981 | The Animals Film                                       | Ella misma       |                                                                 |
| 1981 | The Four Seasons                                       | Anne Callan      |                                                                 |
| 1982 | Come Back to the Five and Dime, Jimmy Dean, Jimmy Dean | Mona             |                                                                 |
| 1988 | Otra mujer                                             | Claire           |                                                                 |
| 1989 | Parents                                                | Millie Dew       |                                                                 |
| 1989 | 976-EVIL                                               | Aunt Lucy        |                                                                 |
| 1991 | The Indian Runner                                      | Sra. Roberts     |                                                                 |

## Teatro en Broadway
- Come Back to the 5 & Dime Jimmy Dean, Jimmy Dean, 1982
- The Supporting Cast, 1981
- Same Time, Next Year, 1975
- Absurd Person Singular, 1974
- Let Me Hear You Smile, 1973
- How the Other Half Loves, 1971
- Daphne in Cottage D, 1967
- Any Wednesday, 1966
- A Thousand Clowns, 1962
- The Complaisant Lover, 1961
- Face of a Hero, 1960
- The Dark at the Top of the Stairs, 1957

## Premios y distinciones
Premios Óscar
| Año  | Categoría               | Película                      | Resultado |
| ---- | ----------------------- | ----------------------------- | --------- |
| 1967 | Mejor actriz de reparto | ¿Quién teme a Virginia Woolf? | Ganadora  |